# Július Firkaľ
Július Firkaľ (* 14. Januar 1998 in Humenné) ist ein slowakischer Volleyballspieler.

## Karriere
Firkaľ interessierte sich zunächst für unterschiedliche Sportarten, bevor er in der Schule zum Volleyball kam. Er begann seine Karriere in seiner Heimatstadt bei VK Chemes Humenné. 2013 spielte der Außenangreifer als 15-Jähriger erstmals in der slowakischen Junioren-Nationalmannschaft. Im gleichen Jahr wechselte er zu COP Trenčín. 2014 nahm er an der U20-Europameisterschaft teil, bei der die Slowakei neben Tschechien Gastgeber war. 2017 wurde er in die A-Nationalmannschaft berufen und gab im Juli bei einem Spiel gegen Weißrussland sein Debüt. Zur gleichen Zeit wurde er vom deutschen Volleyball-Bundesligisten SWD Powervolleys Düren verpflichtet. Mit dem Verein erreichte er das Playoff-Viertelfinale der Bundesliga und spielte im CEV-Pokal. Nach der Saison wechselte er in die Türkei zu Tokat Belediye Plevne.